# Zangherovca, Cetatea Albă
Zangherova (în rusă Новомихайловка, transliterat: Novomihailovka, în ucraineană Новомихайлівка, transliterat: Novomîhailivka, în germană Sangerowka) este un sat în raionul Cetatea Albă din regiunea Odesa (Ucraina), depinzând administrativ de comuna Tuzla. Are 106 locuitori, preponderent ucraineni. Satul a fost locuit de germanii basarabeni.
Satul este situat la o altitudine de 7 metri, în partea estică a raionului Tatarbunar, pe malul vestic al limanului Burnas. 
Până în anul 1947 satul a purtat denumirea oficială de Zangherovca (Зандирівка), în acel an el fiind redenumit Novomihailîvka.

## Istoric
Satul Zangherovca a fost fondat de către coloniști germani basarabeni în anul 1926. În perioada interbelică, a făcut parte din componența României, în Plasa Tuzla a județului Cetatea Albă. Pe atunci, majoritatea populației era formată din germani. La recensământul din 1930, s-a constatat că toți cei 303 locuitori din sat erau etnici germani. 
Ca urmare a Pactului Ribbentrop-Molotov (1939), Basarabia, Bucovina de Nord și Ținutul Herța au fost anexate de către URSS la 28 iunie 1940. După ce Basarabia a fost ocupată de sovietici, Stalin a dezmembrat-o în trei părți. Astfel, la 2 august 1940, a fost înființată RSS Moldovenească, iar părțile de sud (județele românești Cetatea Albă și Ismail) și de nord (județul Hotin) ale Basarabiei, precum și nordul Bucovinei și Ținutul Herța au fost alipite RSS Ucrainene. La 7 august 1940, a fost creată regiunea Ismail, formată din teritoriile aflate în sudul Basarabiei și care au fost alipite RSS Ucrainene . 
În perioada 1941-1944, toate teritoriile anexate anterior de URSS au reintrat în componența României. Apoi, cele trei teritorii au fost reocupate de către URSS în anul 1944 și integrate în componența RSS Ucrainene, conform organizării teritoriale făcute de Stalin după anexarea din 1940, când Basarabia a fost ruptă în trei părți. 
În anul 1947, autoritățile sovietice au schimbat denumirea oficială a satului din cea de Zangherovca în cea de Novomihailîvka. În anul 1954, Regiunea Ismail a fost desființată, iar localitățile componente au fost incluse în Regiunea Odesa. 
Începând din anul 1991, satul Zangherovca face parte din raionul Tatarbunar al regiunii Odesa din cadrul Ucrainei independente. În prezent, satul are 106 locuitori, preponderent ucraineni.

## Demografie
Componența lingvistică a localității Zangherovca
     Ucraineană (97,17%)
     Rusă (2,83%)
Conform recensământului din 2001, majoritatea populației localității Zangherovca era vorbitoare de ucraineană (97,17%), existând în minoritate și vorbitori de rusă (2,83%).
1930: 303 (recensământ) 
2001: 106 (recensământ)